# Przestrojnik trawnik
Przestrojnik trawnik (Aphantopus hyperantus) – gatunek motyla, należącego do rodziny rusałkowatych.

## Charakterystyka i stadia rozwojowe

### Motyl
Rozpiętość skrzydeł tego motyla to średnio 36–44 mm. Ich górna strona ma kolor ciemnobrązowy; u samic występują na przednim skrzydle 3, u samców 1-2 pawie oczka. Na spodniej stronie skrzydła tylnego,  zarówno u samca, jak i samicy występuje 5 bardzo wyraźnych pawich oczek z żółtą obwódką.

### Jajo
Jasnobrunatne, półkuliste a u podstawy z wgłębieniem. Powierzchnia podłużnie żeberkowana.

### Gąsienica
Gąsienica jest jasnobrązowa, krótko owłosiona z ciemniejszym, siateczkowatym deseniem. Na grzbiecie ciemnobrązowa linia, pomiędzy linią boczną a nią może się znajdować mało wyraźna, biała kreska. Boczna linia biaława, niekiedy z różowawym zabarwieniem. Głowa jasnobrunatna z czarnymi paskami. Odwłok z dwoma wyrostkami.

### Poczwarka
Jasnobrunatna, z przodu tułowia ciemna kreska, krępa z długimi pokrywami skrzydeł i cienkim kremastrem. U nasady skrzydeł ciemnobrunatna plamka, ponadto ciemne paski wzdłuż żyłek. Na odwłoku kilka rzędów ciemnobrązowych plamek.

#### Zachowanie
Niemal zawsze siedzi ze złożonymi skrzydłami, wskutek czego widoczna jest ich spodnia strona. Rozkłada je tylko, gdy jest zimno, ale słonecznie (umożliwia mu to lepsze nagrzanie ciała od słońca). 

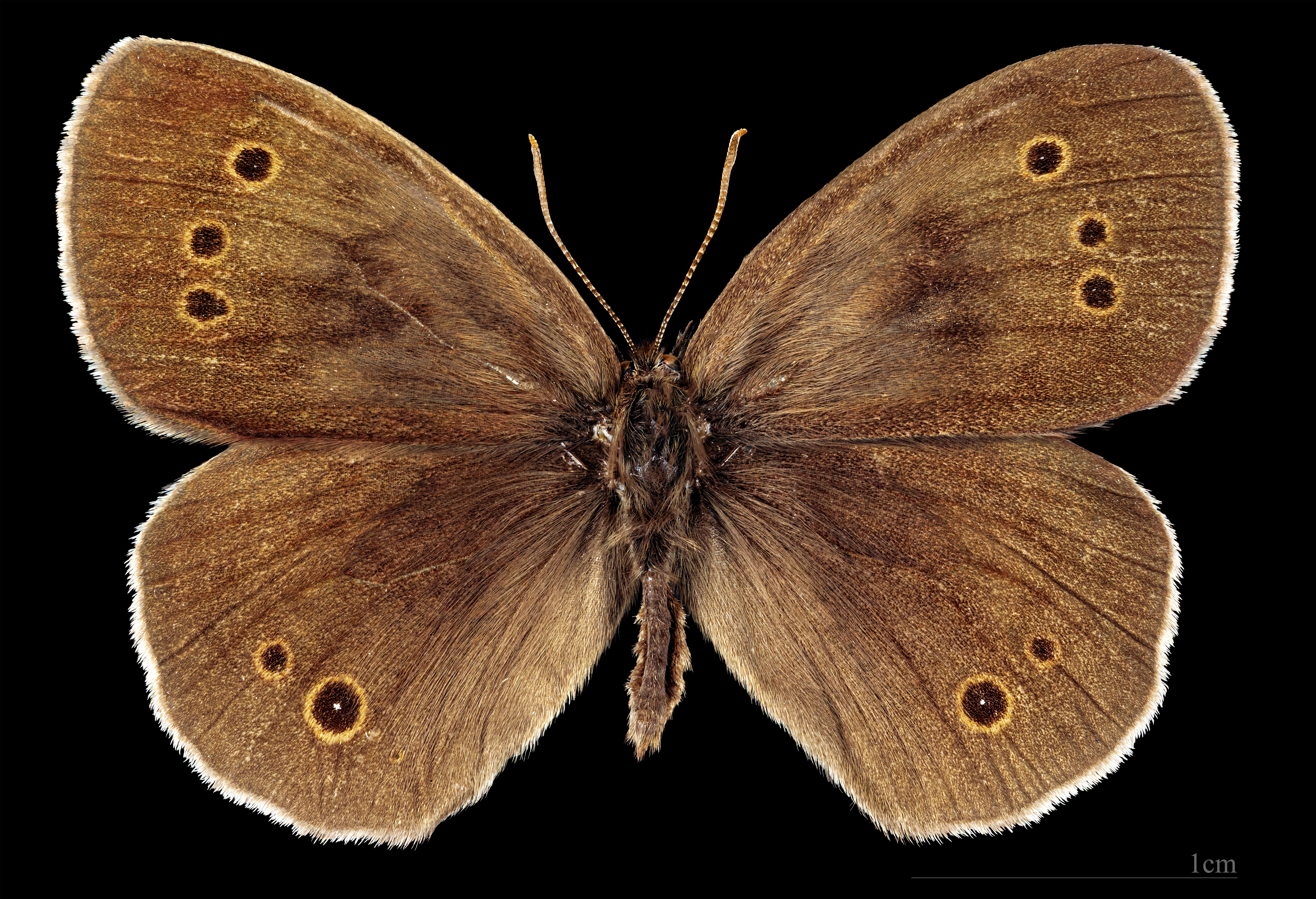
♂
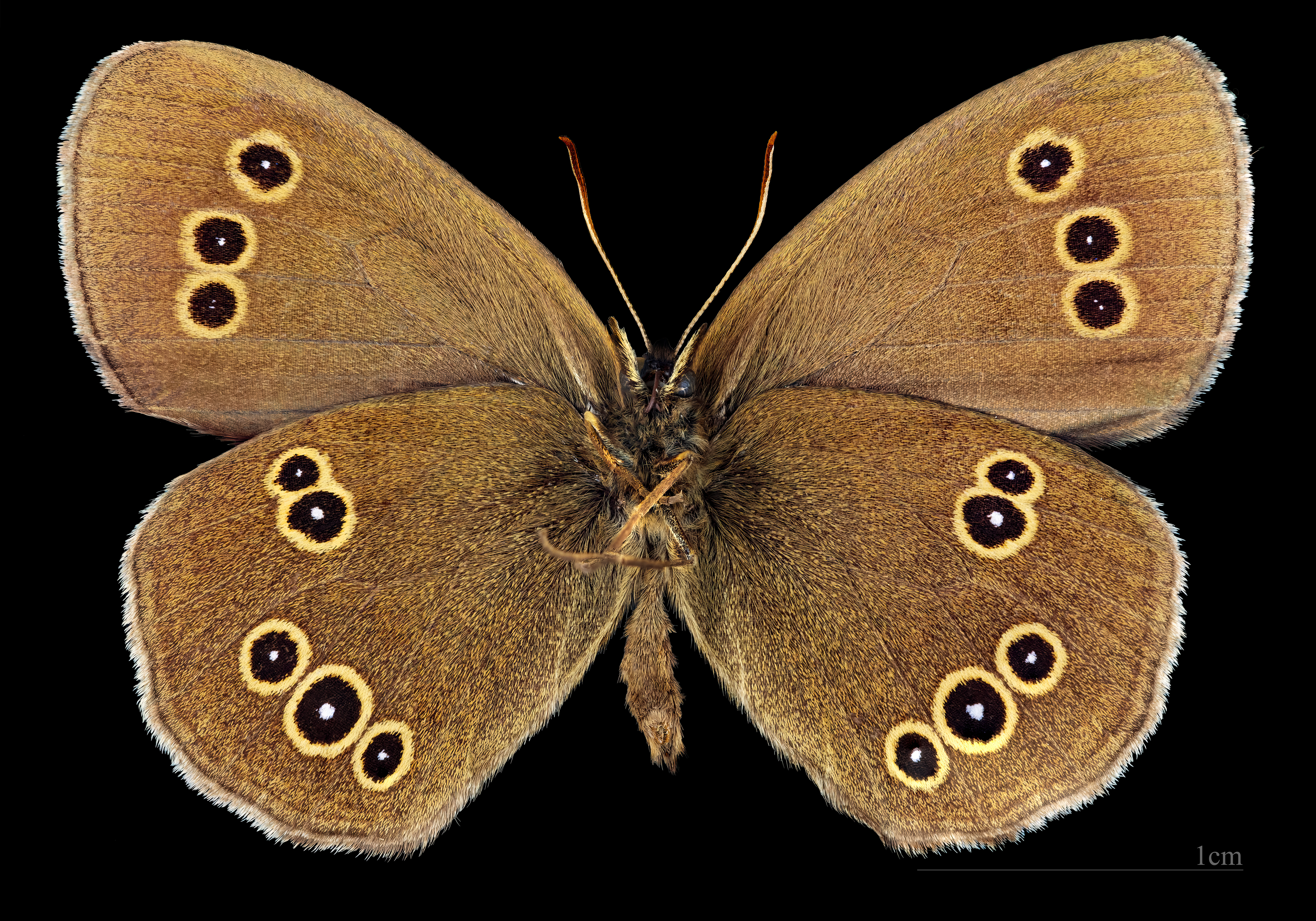
♂ △

## Występowanie
Zasiedla północną Hiszpanię przez Europę Środkową i Północną i umiarkowaną strefę Azji po Japonię.
Zamieszkuje śródleśne łąki, zręby, polany i przydroża, a zwłaszcza gdy są w wilgotnych lasach liściastych. Bardzo często spotykany w środowiskach ruderalnych, np. ogrodach. Dawniej gatunek ten pospolicie występował na terenach pól uprawnych, obecnie, wskutek mechanizacji i chemizacji rolnictwa, szczególnie zaś przez nasilone rozrzucanie obornika, stopniowo wycofuje się z pól uprawnych.

## Bionomia
Imago spotykane od 2 dekady czerwca do 1 dekady sierpnia. Jaja zrzucane na ogół w pobliżu rośliny pokarmowej. Gąsienica żyje na rozmaitych trawach, np. trzcinniku piaskowym, stokłosie prostej, kłosownicy pierzastej, wiechlinie łąkowej, kostrzewie czerwonej, śmiałku darniowym, mietlicy pospolitej i prosownicy rozpierzchłej. Stwierdzono też gąsienice na turzycy drżączkowatej, owłosionej i prosowatej. Gąsienica prowadzi nocny tryb życia, żeruje w nocy, a w dzień ukrywa się w ściółce. Przepoczwarza się na ziemi wśród suchych fragmentów traw. Motyle dorosłe preferują fioletowe kwiaty, np. ostrożenia polnego i błotnego, lebiodki, świerzbnicy polnej, sadźca konopiastego, i krwawnika pospolitego. Chętnie przylatują też do białych kwiatów roślin z rodziny baldaszkowatych, jak np. podagrycznika pospolitego, trybuly leśnej, barszcza zwyczajnego i dzięgla leśnego.